# 20174 Eisenstein
20174 Eisenstein (1996 XD20) là một tiểu hành tinh vành đai chính được phát hiện ngày 13 tháng 12 năm 1996 bởi P. G. Comba ở Prescott.